# Riquilda de Polònia
|  | Per a altres significats, vegeu «Riquilda de Polònia (reina de Suècia)». |

Riquilda o Riclitza de Polònia (Wrocław, Polònia - ~1140 - 16 de juny de 1185) fou princesa de Polònia de la dinastia Piast i reina consort de Castella, Lleó i Galícia (1152-1157), comtessa consort de Provença (1161-1166) i comtessa consort de Tolosa (1166-1183).
Era filla de Ladislau II de Polònia i de la seva muller, Agnès de Babenberg. Va acompanyar al seu pare a l'exili el 1146.
El juliol de 1152 es casà amb Alfons VII de Castella, en les segones núpcies d'ell, i tingueren dos fills: 
- l'infant Ferran de Castella (v 1153-1155)
- la infanta Sança de Castella (~1156-1208), casada el 1174 amb Alfons II d'Aragó

El 1157 Alfons VII morí i Riquilda es casà el 17 de novembre de 1161 amb Ramon Berenguer III de Provença. Tingueren una filla:
- la comtessa Dolça II de Provença

El 1166 Ramon Berenguer III morí i Riquilda es casà novament, aquell mateix any, amb el comte Ramon V de Tolosa.
Riquilda o Riclitza morí el 1185.